# VM i landevejscykling 2020
VM i landevejscykling 2020 blev afholdt i Imola i Emilia-Romagna, Italien fra 24. til 27. september 2020. Der blev kun afholdt linjeløb og enkeltstart i eliteklasserne.
Oprindelig var mesterskabet planlagt til at blive afholdt i Aigle og Martigny i Schweiz fra 20. til 27. september 2020, men blev 12. august samme år aflyst på grund af coronaviruspandemien. 2. september blev Imola præsenteret som ny arrangør.

## Program
| Dato                  | Kategori            | Start | Mål   | Distance |
| --------------------- | ------------------- | ----- | ----- | -------- |
| Torsdag 24. september | Enkeltstart, damer  | Imola | Imola | 31,7 km  |
| Fredag 25. september  | Enkeltstart, herrer | Imola | Imola | 31,7 km  |
| Lørdag 26. september  | Linjeløb, damer     | Imola | Imola | 144 km   |
| Søndag 27. september  | Linjeløb, herrer    | Imola | Imola | 259 km   |

## Resultater

### Herrer
| Event          | Guld                     | Guld     | Sølv                | Sølv     | Bronze             | Bronze   |
| -------------- | ------------------------ | -------- | ------------------- | -------- | ------------------ | -------- |
| Herrer - Elite |                          |          |                     |          |                    |          |
| Linjeløb       | Julian Alaphilippe (FRA) | 6:38:34  | Wout Van Aert (BEL) | + 24"    | Marc Hirschi (SUI) | + 24"    |
| Enkeltstart    | Filippo Ganna (ITA)      | 35:54,10 | Wout Van Aert (BEL) | + 26,72" | Stefan Küng (SUI)  | + 29,80" |

### Damer
| Event         | Guld                       | Guld     | Sølv                       | Sølv     | Bronze                     | Bronze   |
| ------------- | -------------------------- | -------- | -------------------------- | -------- | -------------------------- | -------- |
| Damer - Elite |                            |          |                            |          |                            |          |
| Linjeløb      | Anna van der Breggen (NED) | 4:09:57  | Annemiek van Vleuten (NED) | + 1'20"  | Elisa Longo Borghini (ITA) | + 1'20"  |
| Enkeltstart   | Anna van der Breggen (NED) | 40:20,14 | Marlen Reusser (SUI)       | + 15,58" | Ellen van Dijk (NED)       | + 31,36" |

## Medaljeoversigt
| Placering | Land     | Guld | Sølv | Bronze | Total |
| --------- | -------- | ---- | ---- | ------ | ----- |
| 1         | Holland  | 2    | 1    | 1      | 4     |
| 2         | Italien  | 1    | 0    | 1      | 2     |
| 3         | Frankrig | 1    | 0    | 0      | 1     |
| 4         | Belgien  | 0    | 2    | 0      | 2     |
| 5         | Schweiz  | 0    | 1    | 2      | 3     |
| Total     | Total    | 4    | 4    | 4      | 12    |